# Поткоње
Поткоње је насељено мјесто код Книна у сјеверној Далмацији. Припада граду Книну у оквиру Шибенско-книнске жупаније, Република Хрватска. Према прелиминарним подацима са последњег пописа 2021. године у месту је живело 66 становника.

## Географија
Налази се око 3 км југоисточно од Книна. Смјештено је испод брда Коњ (357 м), код ушћа Косовчице у Крку.

## Историја
Поткоње се од распада Југославије до августа 1995. године налазило у Републици Српској Крајини.

## Становништво
Према попису из 1991. године, Поткоње је имало 198 становника, од чега 155 Хрвата, 31 Србина, 3 Југословена и 9 осталих. Према попису становништва из 2001. године, Поткоње је имало 85 становника. Према попису становништва из 2011. године, насеље Поткоње је имало 110 становника.
| Националност       | 1991. | 1981. | 1971. | 1961. |
| Хрвати             | 155   | 178   | 234   |       |
| Срби               | 31    | 13    | 26    |       |
| Југословени        | 3     | 28    |       |       |
| остали и непознато | 9     | 1     |       |       |
| Укупно             | 198   | 220   | 260   | '     |

| Демографија | Демографија | Демографија |
| Година      | Становника  | Становника  |
| ----------- | ----------- | ----------- |
| 1961.       | 276         |             |
| 1971.       | 260         |             |
| 1981.       | 220         |             |
| 1991.       | 198         |             |
| 2001.       | 85          |             |
| 2011.       |             | 110         |

### Презимена
- Батић — Римокатолици
- Вила — Римокатолици
- Гамбирожа — Римокатолици
- Јелић — Римокатолици
- Маричић — Римокатолици
- Пожар — Римокатолици
- Родић — Православци, славе Св. Јована